# Bedoukian反应

Bedoukian反应

Bedoukian反应（Bedoukian reaction）是指在对甲苯磺酸或乙酸钾存在条件下，醛或酮与乙酸酐共热得到烯醇乙酸酯的反應。它在四氯化碳中溴化得到加成物，经醇解得到缩醛，最后用酸水解缩醛，得到 α-溴代醛或酮。
碘代缩醛可通过烯醇乙酸酯与氯化碘作用得到。